# クルセーダー巡航戦車
巡航戦車 Mk.VI クルセーダー（A15）（Tank, Cruiser Mk VI Crusader（A15））は、巡航戦車Mk.V カヴェナンターと並行して、1940年に開発されたイギリスの巡航戦車（20トン級）である。「クルセーダー（Crusader）」とは「十字軍兵士」を意味する。
5,000輌以上が製造され、北アフリカ戦線におけるイギリス軍の勝利に大きく貢献した。北アフリカ以外では活躍しなかったが、そのシャーシは、対空、火力支援、観測、通信、ブルドーザー、回収車、などのバリエーションへと改造された。

## 概要

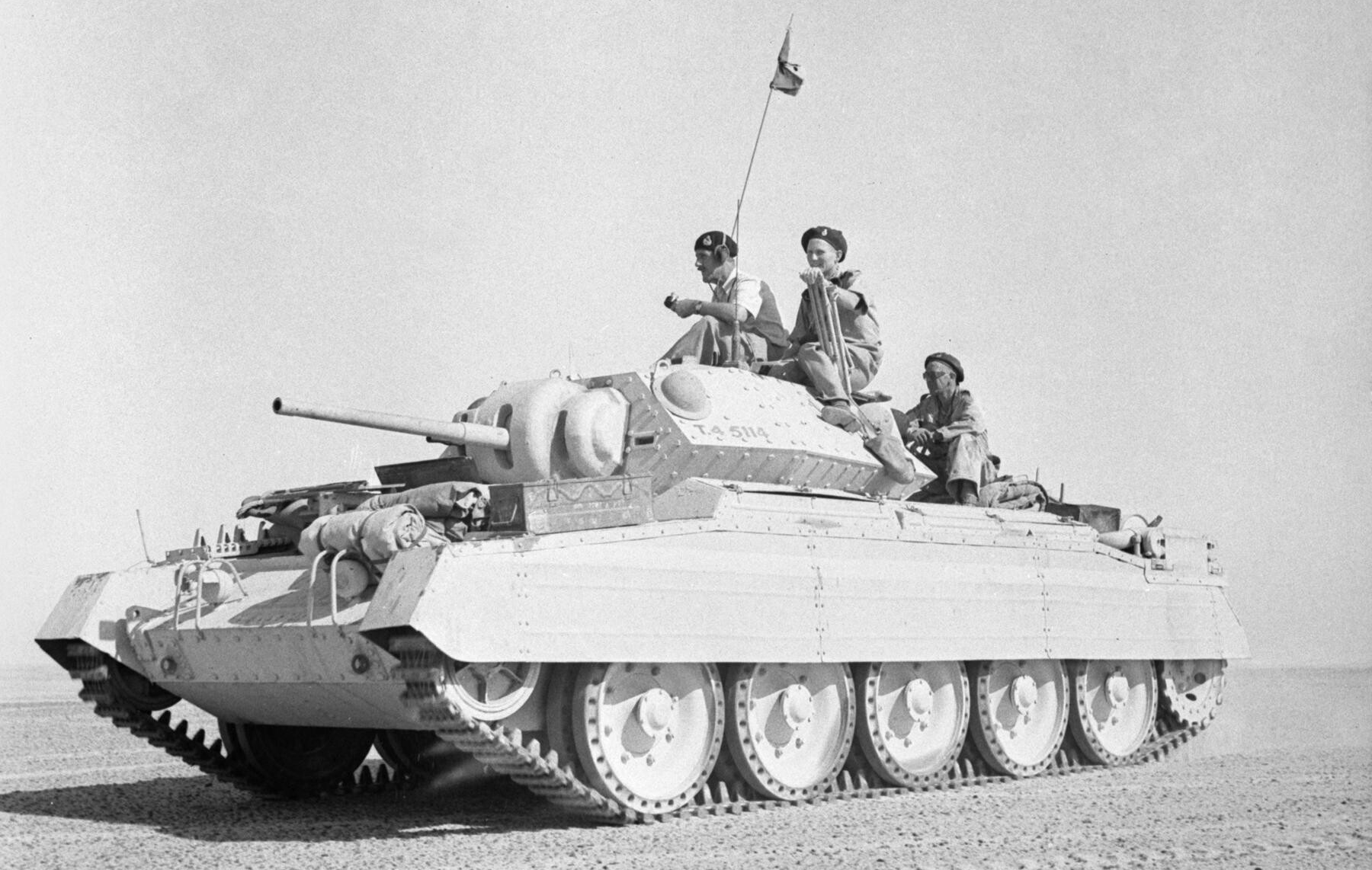
クルセーダー II、北アフリカ戦線

クルセーダー巡航戦車は、巡航戦車Mk.V カヴェナンターと並列して開発されたイギリスの巡航戦車である。 A13系巡航戦車(巡航戦車 Mk.Ⅲ、巡航戦車Mk.Ⅳ) の後継として並行して開発された巡航戦車Mk.V カヴェナンターは問題多発で実戦運用に耐えなかったため、イギリス軍の主力として北アフリカ戦線に投入された。
基本的にエンジン以外はカヴェナンターと多くの部品を共用化する設計思想で開発された。カヴェナンターとクルセーダーは、どちらもナッフィールド社（Nuffield Mechanizations and Aero Limited）設計の同じ主砲塔を使用していた。カヴェナンターよりも車体が拡大されたため、転輪が1組増えて片側5個となっている。開始自体はカヴェナンターより遅かったものの、試作車の完成はカヴェナンターより6週間も早い1940年4月9日だった。姿形がよく似ていることから、問題多発だったカヴェナンターの改良版と言われることがあるが、実際はカヴェナンターと並行して開発が行われており、カヴェナンターの不具合を改修して本車が誕生したわけではない。
当初は5人乗りの計画だったが、銃塔には換気装置が無く、熱と発射ガスがこもるため、Mk.IIの第1量産バッチを最後に撤去されて乗員が1名減り、さらにMk.IIIで6ポンド砲を搭載した際に装填手のスペースが無くなり3人乗りになってしまい、中途半端な戦力の戦車になってしまった。またリバティ・エンジンは、より軽量の戦車では特に問題を起こさなかったが、重量の増したクルセーダーが砂漠の荒地で走行した場合、シリンダーブロックが緩みオイル漏れをおこした他、細かい砂で冷却系（水冷用のポンプや空冷ファンを回すチェーン）の部品が磨耗するなどの故障が多発した。乗員が最大速度を60km/hに向上させるため、勝手に速度制限用の調速機を解除したことでますます故障発生率は高まり、「連続36時間重大な故障が発生せず稼働すればそれは奇跡」と乗員に評される程であった。
エンジンの寿命も短いなど走行系の問題は多かったが、砂地での走破能力はボギー式サスペンションのアメリカ製戦車より優れていた。良好な速度性能があるが、後退速度が5㎞と遅い。実戦投入された北アフリカ戦線の戦車戦では、ライバルであるIII号戦車（5cm/L42搭載型）と対戦した場合、クルセーダー Mk.I（2ポンド砲搭載型）では500ヤード（457m）まで接近して射撃する必要があるのに対し、III号戦車は1,000ヤード（914m）の距離からクルセーダーを撃破できると報告されている。また被弾によって搭載弾薬の装薬が誘爆・炎上しやすい欠点もあった。にもかかわらず当時の巡航戦車では唯一物になる戦力だったため、装甲や主砲に改良を加えながら、北アフリカ最後の戦いであるチュニジア戦まで戦い続けた。そして、後継のMk.VIII クロムウェルやアメリカ製のM4中戦車に更新され、北アフリカで生き残った状態のいいクルセーダーの多くは、フランス植民地軍に供与された。またドイツ軍は北アフリカで鹵獲したクルセーダーに Kreuzer-Panzerkampfwagen Mk.VI 746(e) の形式名を付けて運用した。
ヨーロッパ反攻作戦の頃には、対空戦車型や17ポンド対戦車砲を牽引する砲牽引車型が使用されている。15tに満たないMk.II（A10）・Mk.III（A13）巡航戦車よりは大きいが、あくまで機動力が重視される巡航戦車であり、同時期の歩兵戦車よりはるかに高速であった。

## 主要形式

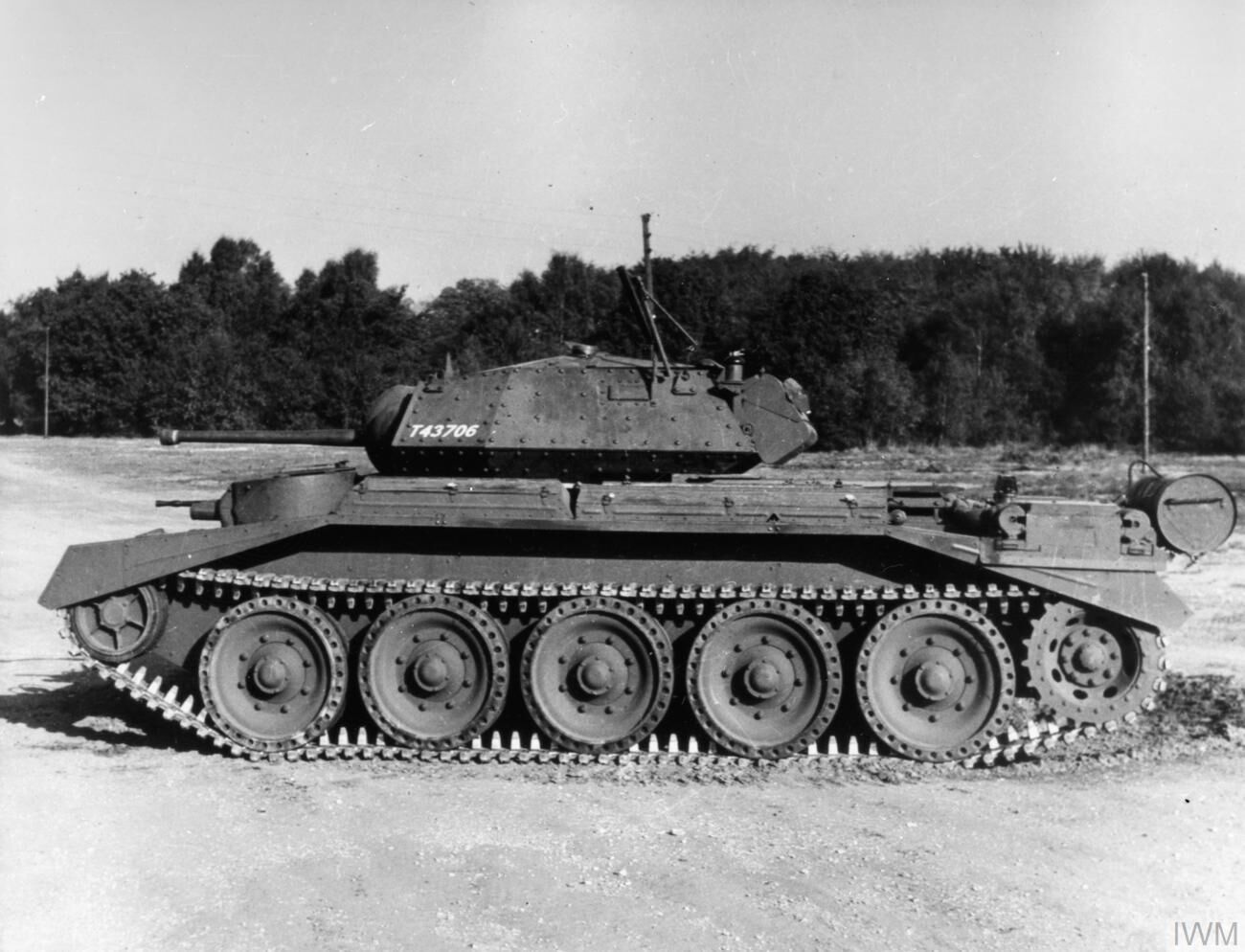
小銃塔を装備したクルセーダー I

クルセーダー I （巡航戦車 Mk.VI）
2ポンド砲を搭載。車体前部左側に1名用銃塔を持つが、問題が多く、後に撤去されたものが多い。乗員4-5名。
クルセーダー I CS
近接支援型。2ポンド砲の代わりに3インチ榴弾砲を装備している。
クルセーダー II （巡航戦車 Mk.VI A）
クルセーダー Iの車体前面および砲塔前面の装甲を強化した型。銃塔は同じく撤去されたものが多い。乗員4から5名。
クルセーダー II CS
近接支援型。クルセーダーⅠCSと同じく2ポンド砲の代わりに3インチ榴弾砲を装備している。
クルセーダー III
6ポンド砲を搭載するために砲塔を若干拡大し、車体前面の装甲を51mmへ強化した、戦車型クルセーダーの最終形。6ポンド砲が砲塔内部を圧迫したため、砲塔乗員が戦車長と砲手の2名となった。これにより戦車長の指揮に支障をきたしたため、同じ部隊でクルセーダーIIが指揮戦車として引き続き運用された。乗員3名。1942年5月から生産され、第二次エル・アラメイン会戦から実戦投入された。

## 派生型
クルセーダー OP (Crusader Observation Post)
砲兵部隊に随伴する砲兵観測車に改修されたもの。砲塔が固定され、主砲はダミーに変更されている。空いた砲弾搭載スペースに追加の無線機を増設し、マップテーブルを備える。
クルセーダー III AA Mk.I
ボフォース 40mm機関砲1門を搭載する対空戦車型として開発された。
最初に設計されたタイプは砲の前後左右を保護するオープントップの砲塔を持つものであったが、砲塔を旋回させる速度に問題があるとされ、簡略化された設計の量産モデルが214両生産された。
量産モデルの初期型は、砲塔を撤去したクルセーダーの車体に通常の牽引型ボフォース40mm機関砲をほぼそのまま載せたもの（砲の前面のみ防弾板あり）で、量産モデルの後期型では防弾板が３面（前面および左右）に拡張された。
クルセーダー III AA Mk.II / Mk.III
密閉型砲塔にエリコン20mm機関砲、あるいはこれを国産化したポールステン 20mm機関砲2門を搭載する対空戦車型。
MK.IIとMK.IIIはほぼ同型であるが、Mk.IIIでは無線機が砲塔内部から車体に移動し、砲塔形状を一部変更し、同軸機銃として2門の機関砲の間にヴィッカース重機関銃が追加されている.。
ほぼ同型の砲塔をセントー巡航戦車に搭載したセントーAA、AEC装甲車に搭載したAEC AAも並行して試作されたが、これらは量産されていない。
またエリコン20mm機関砲を縦に3連装に配置したバージョンのクルセーダーAAも少数生産された。
クルセーダー II ガントラクター Mk.I
車体上部に箱状の大型兵員室を備える砲牽引車型。主に17ポンド砲運用部隊での牽引および弾薬・人員輸送に用いられた。車内容積の広さを利用し、指揮車両として使用されるケースもあった.。
クルセーダー ARV
砲塔を撤去し、車体前方部にブームクレーンを装備する装甲回収車型。自衛用に連装対空機関銃を装備する。
クルセーダー ドーザー
クルセーダーの車体にドーザーブレードを装着したもの。ドーザーブレードの形状はセントー巡航戦車の派生型として量産されたセントー ドーザーとほぼ同型のものである。砲塔を撤去したクルセーダーにドーザーブレードを装着したもの、ガントラクター型にドーザーブレードを装着したものの写真が残されている。
クルセーダー AMRA Mk 1d (Anti-Mine Roller Attachment)
地雷処理ローラー装備型。
クルセーダー 5.5インチ自走砲
大戦後に恐らくテスト用に製造されたもので、車体前方にBL 5.5インチ砲を車体に対して後ろ向きに搭載したもの。
クルセーダー自走砲 (アルゼンチン軍による改造)
大戦後、アルゼンチンに売却されたクルセーダーガントラクターを、アルゼンチン軍がフランス製75mm砲や105mm砲を搭載する自走砲に改造したもの。

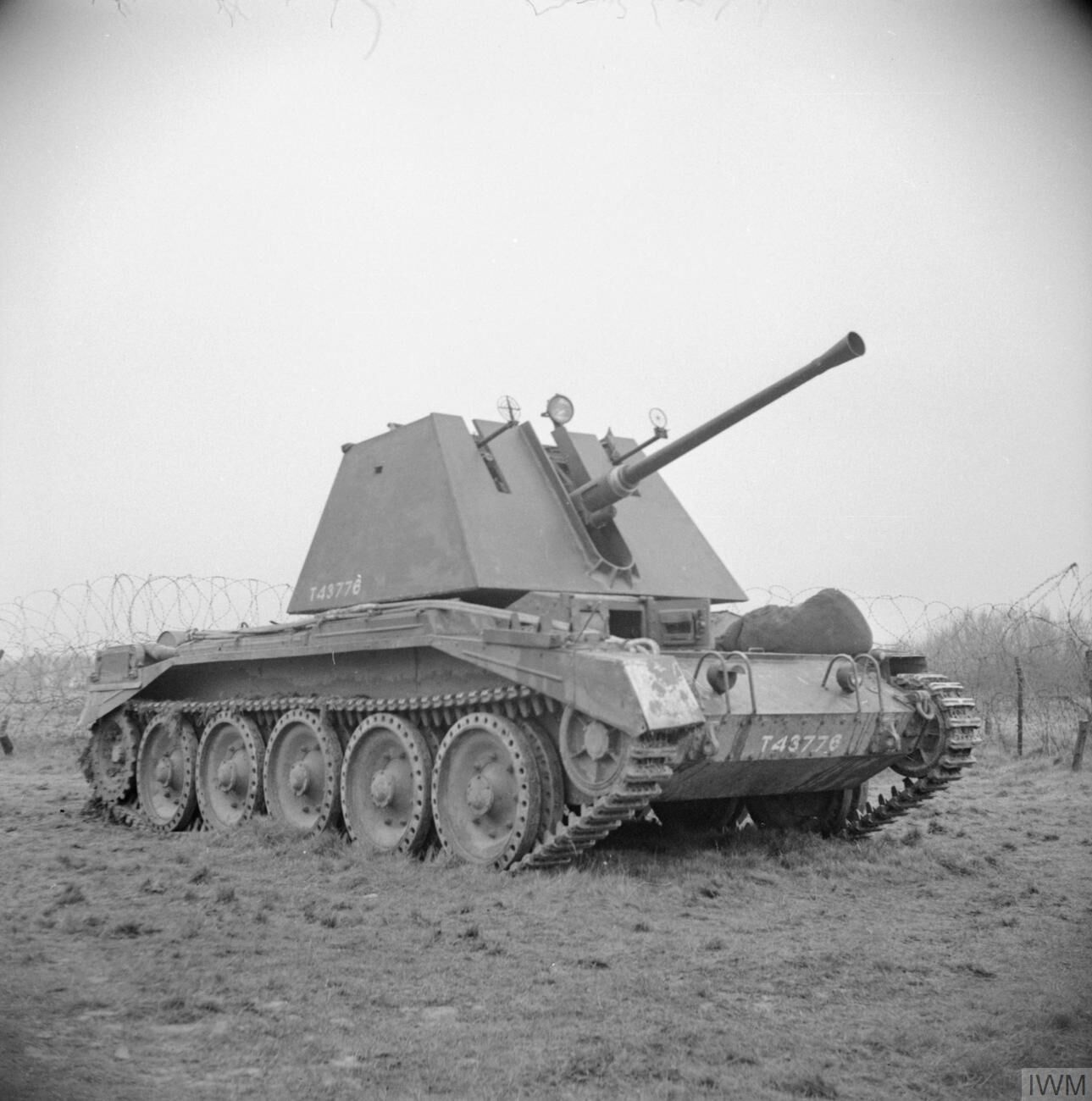
クルセーダーAA Mk.I, 40mm機関砲 単装型、初期試作型。
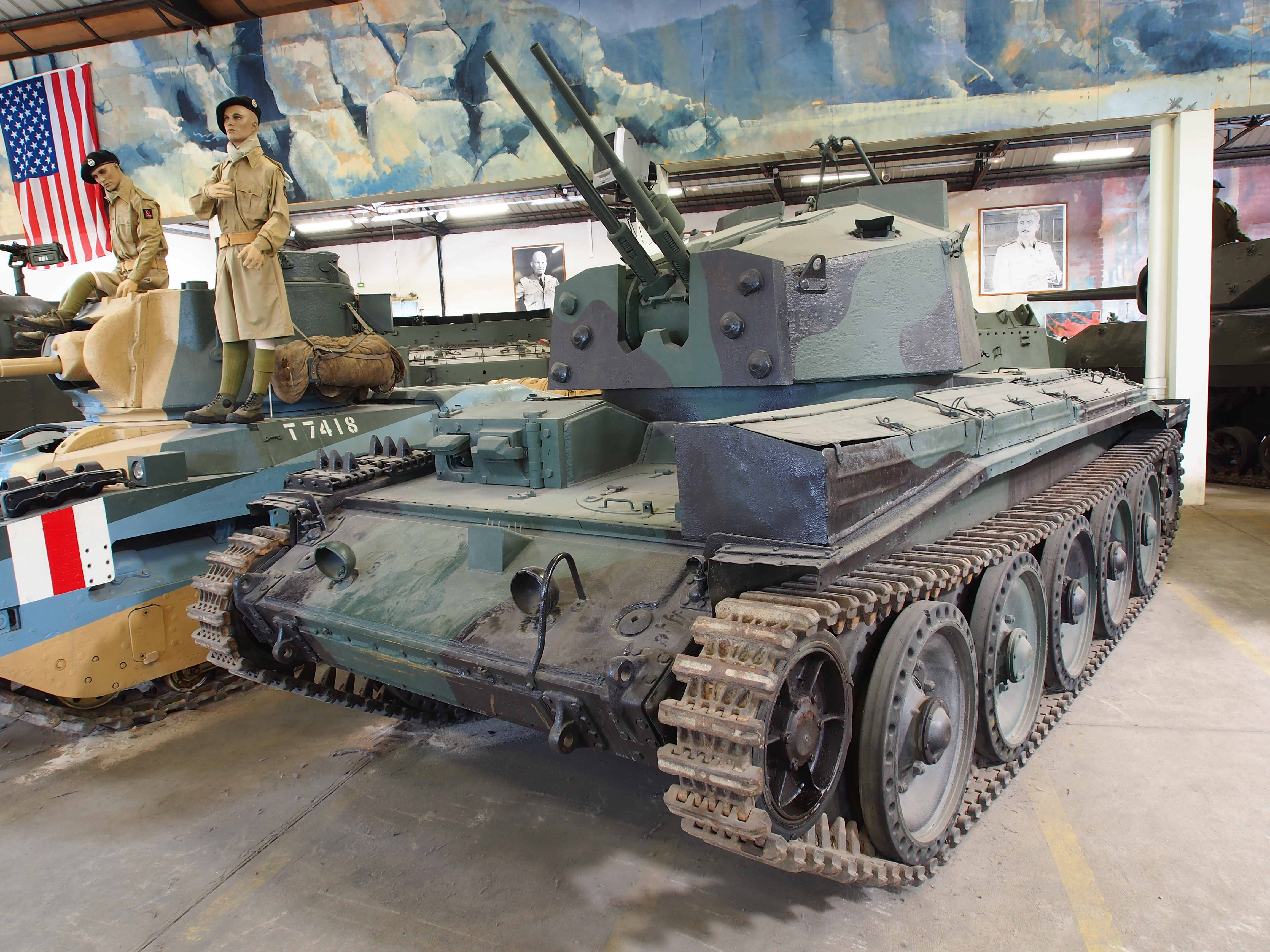
クルセーダーAA Mk.III, 20mm機関砲 2連装型
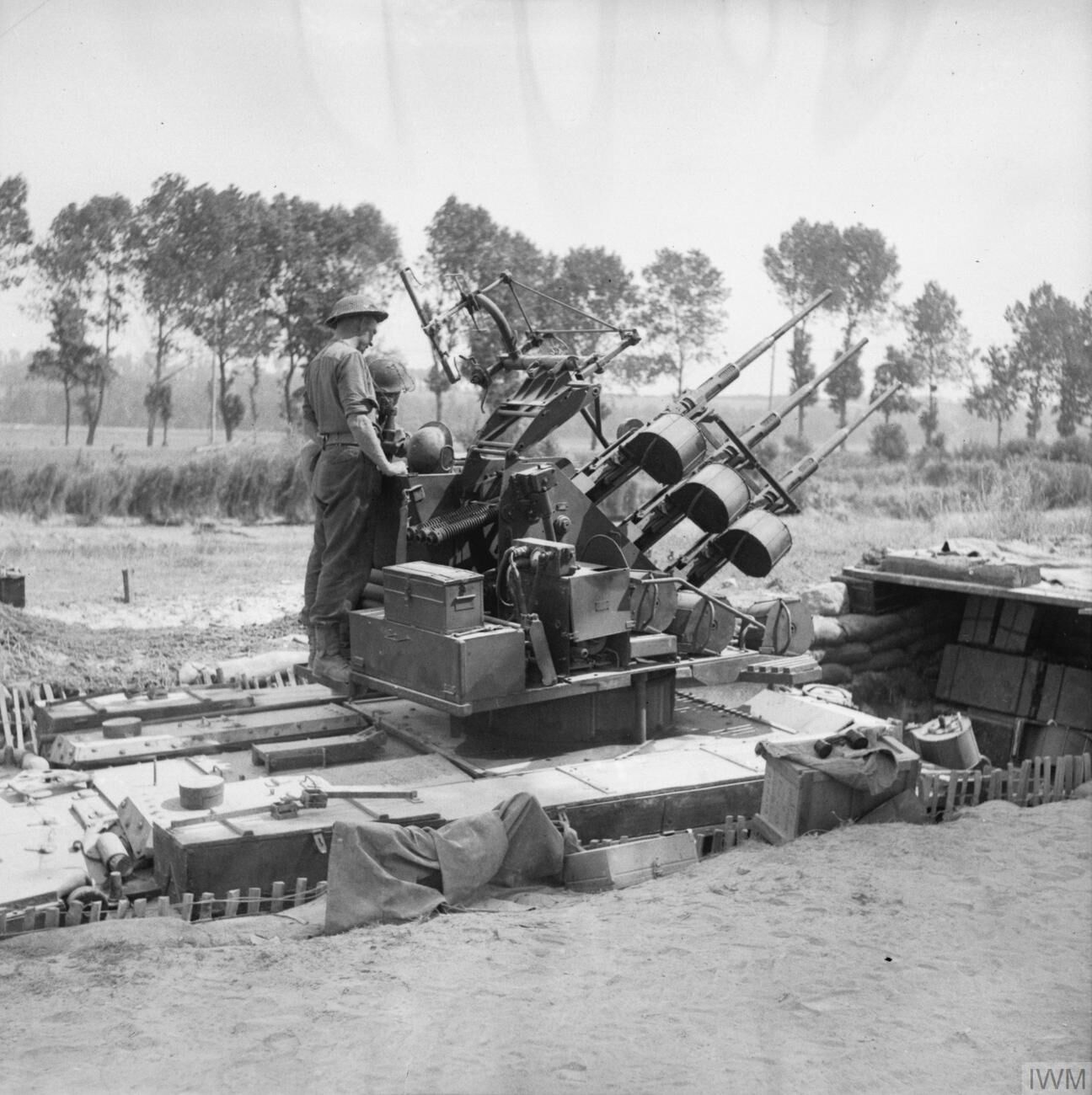
クルセーダーAA, 20mm機関砲 3連装型
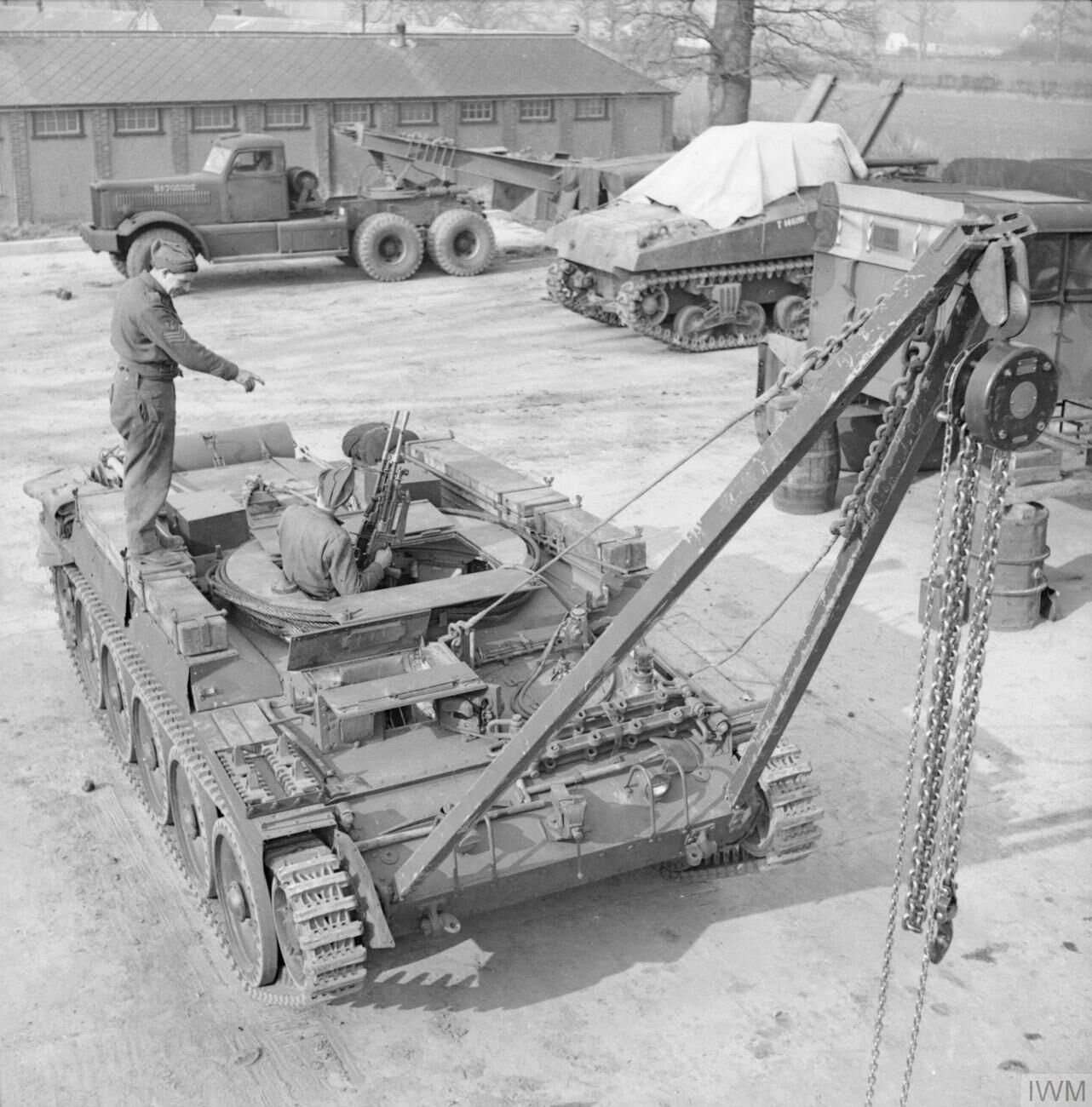
クルセーダー ARV
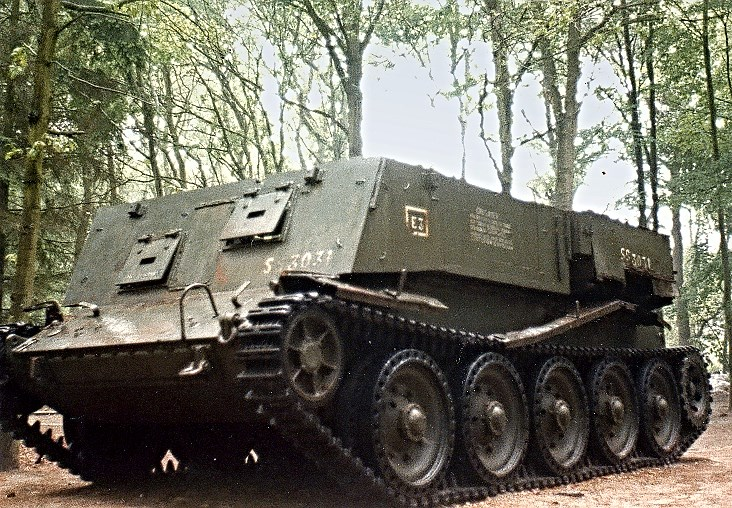
クルセーダー ガントラクター
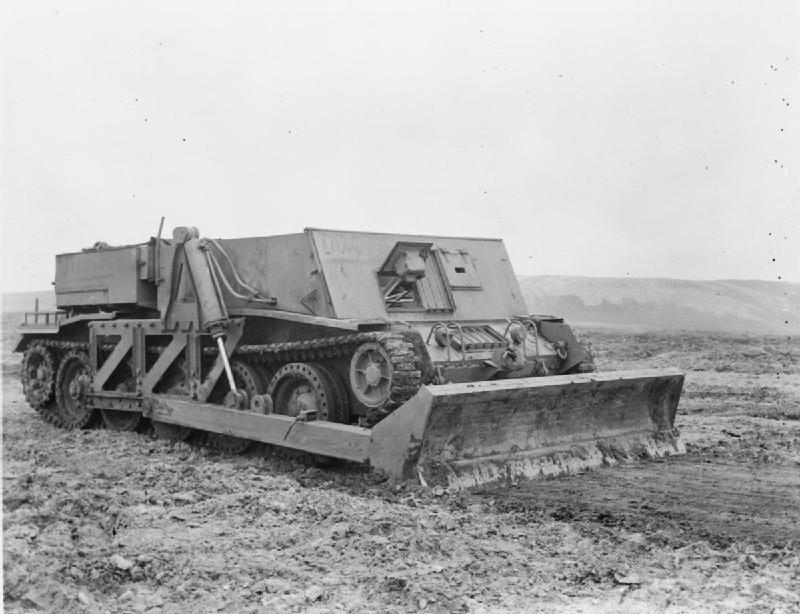
クルセーダー ガントラクター, ドーザー装備型。

## 登場作品

### 漫画・アニメ
『ガールズ&パンツァー 劇場版』
Mk.IIIが登場。聖グロリアーナ女学院が使用し、車長はローズヒップが務める、クルセイダーの最高速を最大限に活かした戦いをする。

### ゲーム
『War Thunder』
イギリス陸軍の軽戦車としてMk.II・Mk.IIIが登場。また、対空車両としてAA Mk.I（ボフォース 40mm機関砲1門搭載）・AA Mk.II（エリコンSS 20mm機関砲2門搭載）が登場。
『World of Tanks』
イギリス中戦車Crusaderとして開発可能。また、本車車台に5.5インチカノン砲を搭載した派生試作車のイギリス自走砲Crusader 5.5-in. SPも開発可能。
『コール オブ デューティ2』
イギリス軍の北アフリカ戦線に登場。戦車戦では、プレイヤーキャラの1人であるデイビッド・ウェルシュの戦車が操作可能。
『トータル・タンク・シミュレーター』
英国の改軽戦車CRUSADERとしてクルセーダーIII AA Mk.IIが登場。
『パンツァーフロント Ausf.B』
Mk.Iが登場。
『ブルーアーカイブ -Blue Archive-』
デフォルメされたMk.Iが「クルセイダー」として登場。同作のプロモーションビデオなどにも登場する。
『虫けら戦車』
小さくなり虫と戦うことになったプレイヤーのドイツ軍戦車兵がフィールド上で見つけると使用できる。